# Aphanopus arigato
Aphanopus arigato är en fiskart som beskrevs av Parin, 1994. Aphanopus arigato ingår i släktet Aphanopus och familjen Trichiuridae. Inga underarter finns listade i Catalogue of Life.